# Banjarbaru
Banjarbaru è una città dell'Indonesia, situata nella provincia del Kalimantan Meridionale.